# Breviceps fichus
Breviceps fichus es una especie de anfibio anuro de la familia Brevicipitidae.

## Distribución geográfica
Esta especie es endémica de las montañas de la región Iringa de Tanzania. Se encuentra por encima de los 1500 metros sobre el nivel del mar.
Su presencia es incierta en el oeste de Usambara.

## Publicación original
- Channing & Minter, 2004: A new rain frog from Tanzania (Microhylidae: Breviceps). African Journal of Herpetology, vol. 53, n.º 2, p. 147-154.[6]